# دایکی تاموری
دایکی تاموری (انگلیسی: Daiki Tamori؛ زادهٔ ۵ اوت ۱۹۸۳) بازیکن فوتبال اهل ژاپن است.